# Praha-Dolní Počernice
Praha-Dolní Počernice egy csehországi vasútállomás, Prágában.

## Megközelítés helyi közlekedéssel
- Busz:  109, 208, 903
- Vonat:   S1   S7

## Vasútvonalak
Az állomást az alábbi vasútvonalak érintik:
- Prága–Kolín-vasútvonal

## Szomszédos állomások
A vasútállomáshoz az alábbi állomások vannak a legközelebb:
- Praha-Kyje (Praha Masarykovo nádraží, Prága–Kolín-vasútvonal)
- Praha-Běchovice (Prága–Kolín-vasútvonal, Kolín)